# Pseudatrichia morlani
Pseudatrichia morlani är en tvåvingeart som beskrevs av Kelsey 1969. Pseudatrichia morlani ingår i släktet Pseudatrichia och familjen fönsterflugor.
Artens utbredningsområde är New Mexico. Inga underarter finns listade i Catalogue of Life.